# パトラ
パトラ（ギリシア語: Πάτρα / Pátra）は、ギリシャ共和国のペロポネソス半島北西部にある港湾都市。西ギリシャ地方の首府であり、アハイア県の県都でもある。古典ギリシャ語およびカサレヴサではパトライ（Πάτραι / Pátrai）と記され、パトラス（Patras）の名でも呼ばれる。周辺の市も含む都市圏人口は約26万人。アテネ・テッサロニキに次ぐ「ギリシャ第三の都市」と呼ばれるが、差は大きく開いている。また、市域のみの人口としてはアテネ大都市圏に含まれるピレウスの方が多く、4位である。
ローマ時代には東地中海世界の国際都市で、アンデレが殉教した土地でもある。ギリシャの「西の玄関」と呼ばれ、イタリアや西欧諸国との貿易が盛んである。国立大学2校と技術大学1校が有る、多くの学生が暮らす科学都市である。

## 地理
アテネの西215km、パナチャイコ山の麓に在り、パトラ湾を望む。郊外にはリオン・アンティリオン橋が架かり、パトラ東部とギリシャ本土（リオとアンディリオ）を繋いでいる。

## 歴史

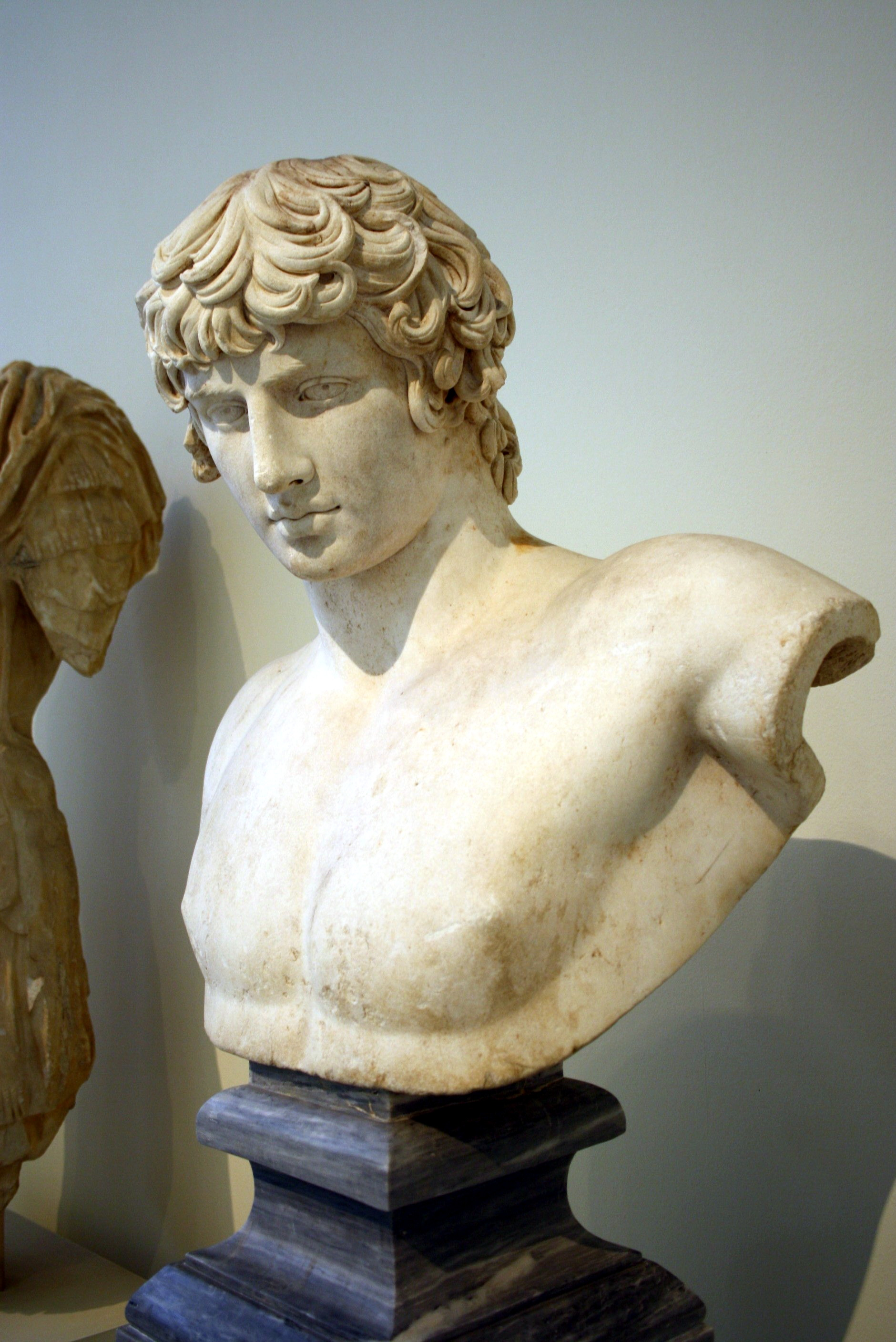
パトラで出土したアンティノウスの胸像(130～138年)。アテネ国立考古学博物館収蔵。

### 古代
先史時代、トリプトレモスにグラフコス谷の豊かな土地でどう小麦を育てれば良いか教わったエウメロスが、3つの村を創った。アロエ(田畑)・アンセイア(花の咲き乱れた)・メッサティダ(中央入植地)の3村は、メリチュス川のアルテミス・トリクラリア神殿に共に誓った事で結ばれた。
紀元前30世紀にはパトラに人が住んでいた。
紀元前20世紀～紀元前15世紀の青銅器時代中期には異なる入植が見られた。
紀元前1580年～紀元前1100年、青銅器時代後期もしくはミケーネ文明の下でパトラは最初の繁栄を迎えた。
ドーリア人の侵攻の後、ラコニアから移り住んだミケーネ人はパトレアスという指導者のもと現在の場所に都市を築いた。これが名前の由来とされている。彼らはアロエの上に住居を造り、アハイア人の12大都市の1つとなった。古代には農業地帯だったが、重要な港になっていった。
紀元前419年、アルキビアデスの教えに従い港と町を城壁で繋いだ。
紀元前280年、パトラは第2次アカイア同盟の結成にダイム・トリテイア・ファライと共に重要な役割を果たした。その結果、アカイア西部で初めて政治が発展した。

### ローマ時代

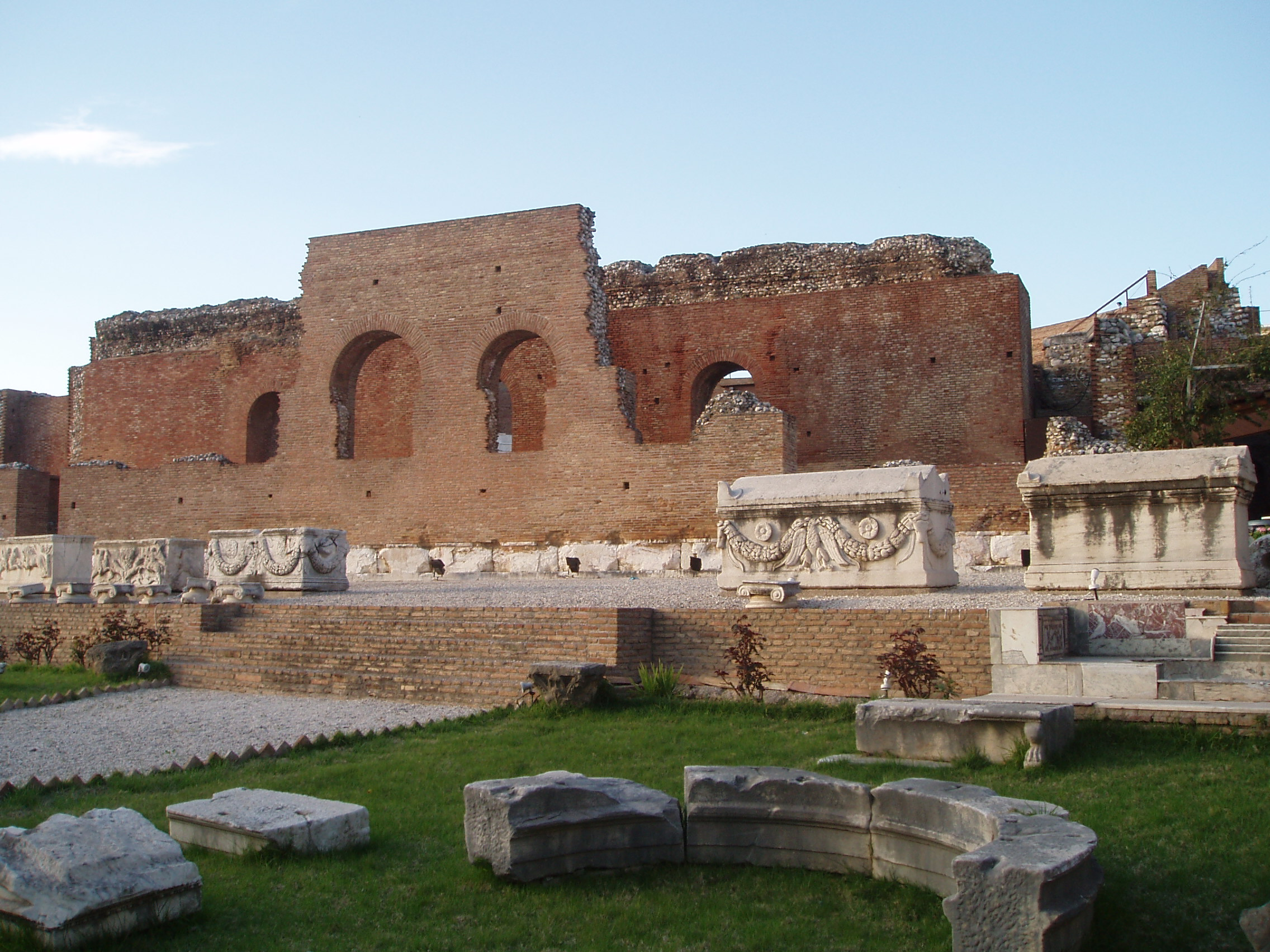
ローマ時代の奏楽堂

紀元前146年、スカルフェイアの戦いでアカイア同盟軍はマケドニクスに敗北し、住民の多くはパトラを見捨てた。
紀元前31年、アクティウムの海戦の後にアウグストゥスはアロエの名を復活させ、軍事基地を設置した。所属は第十合同軍団と第十二雷電軍団であった。また、リパエとダイム、アンフィサ以外のロクリ・オゾラエに入植を許可した。
皇帝ネロが統治した54年～68年に、パトラに布教で訪れたアンデレが捕らえられ殉教したと言われる。彼はこの町の守護聖人とされ、彼を 記念するバシリカ様式の教会が建てられた。
Colonia Augusta Achaica Patrensis(CAAP)はギリシャで最大の都市の1つになった。パトラ産の硬貨はアウグストゥスからゴルディアヌス3世(在位：238年～244年)の時代まで用いられた。地籍が作られ、特権が与えられ、工芸品が作られた。特に油灯は当時の世界中に輸出された。また、2つの工業地区が設置され、寺が建てられ、道路は敷石で覆われ、異なる宗教が信仰される国際都市だった。ラテン語文学の傑作のアプレイウスの「金のロバ」は、原典はパトラのルシウスがこの時代にギリシャ語で記したと言われている。
300年、ペロポネソス北東部を襲った大地震によってパトラは衰退した。
347年、サルディカ会議でパトラ大司教はキリスト教の初期の中心の1つだったと述べられた。

### 東ローマ時代

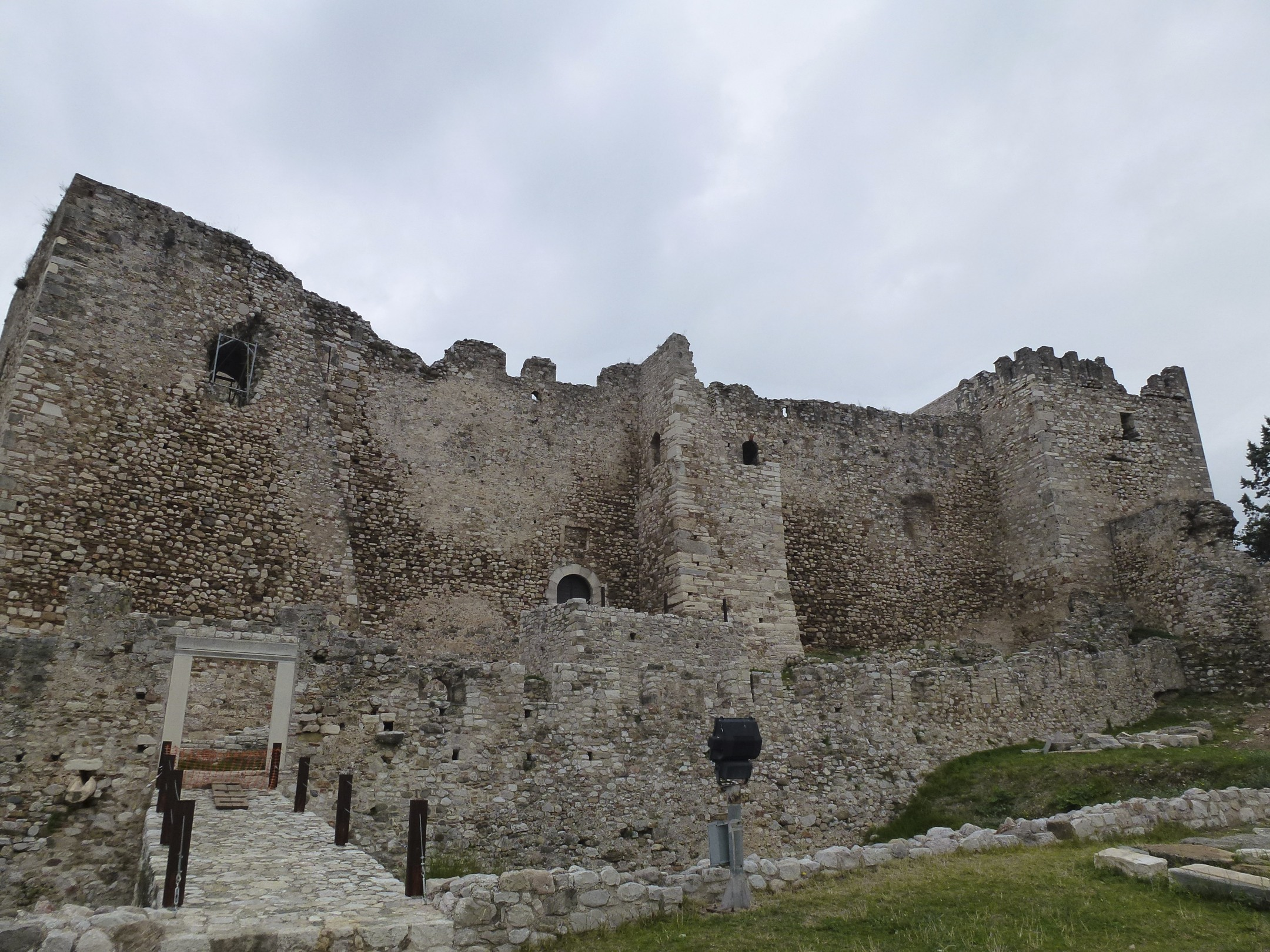
東ローマ時代のパトラ城

東ローマ時代を通して、パトラは産業の中心且つ重要港で在り続けた。
551年、地震によってパトラは廃墟になった。
807年、パトラ包囲戦で敵を他都市の力を借りずに撃退した。この勝利は聖アンドレのお陰と考えられ、パトラ大司教はメソニ・ラケダイモーン・コロニに優越するとされた。
860年頃、哲学家のカエサレアのアレサスがパトラで産まれた。
867年、パトラのダニエリス未亡人は不動産・絨毯・繊維で富を築き、バシレイオス1世を王座に付けるのに大きく貢献した。

### ラテン時代
1205年、ギヨーム1世・ド・シャンリットとジョフロワ1世・ド・ヴィルアルドゥアンがパトラを獲得し、アカイア公国の一部となった。また、パトラ男爵領とパトラのラテン大司教を設置した。
1408年、パトラはヴェネツィア共和国（ヴェネツィア領モレア）に編入された。
1428年、モレアス専制公領のマヌエル2世パレオロゴス皇帝の息子のコンスタンティノス11世パレオロゴスとテオドロス2世パレオロゴスがパトラを獲得しようとした。
1430年、再びモレアス専制公領がパトラを包囲したが、すぐにオスマン帝国に奪われた。

### オスマン時代
1458年、スルタン・メフメト2世に征服された。オスマン支配下ではパトラは「バリアバドラ」と呼ばれた。メフメト2世はパトラに特権と低い税率を認めたが、商業の中心に戻る事は無かった。
15世紀～16世紀に、ベネチア共和国とジェノヴァ共和国が何度もパトラを奪ったが、再統治は出来なかった。
1571年10月7日、オスマン帝国海軍とキリスト教神聖同盟がパトラ湾でレパントの海戦を行った。オスマンは敗れたが、神聖同盟はパトラを包囲しなかった。オスマン敗戦の報はパトラ市民を喜ばせたが、ゲルマノス1世率いる反乱は鎮圧され、扇動者は処刑された。
1687年、ベネチアはモレアス戦争でパトラを奪った。
1715年、オスマンがモレアス王国をオスマン・ベネチア戦争で滅ぼし、パトラを奪った。第一次オスマン統治(1460年～1687年)は悲惨だったが、1715年からの第二次オスマン統治では商業は復活し、18世紀には農業と交易を基盤に繁栄した。

### ギリシャ独立戦争

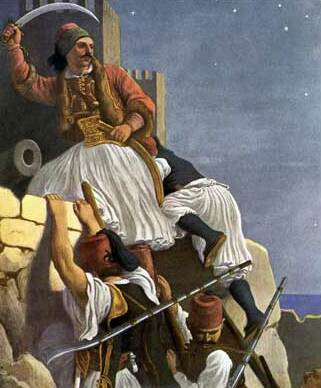
パトラ包囲戦におけるアタナシオス・カナカリス(ペーター・フォン・ヘス作)

パトラはギリシャ独立戦争(1821年～1829年)で重要な役割を果たした。パトラは当時ペロポネソス最大の都市で、全アカイアとマニ半島を司る最初の革命首都が置かれた。パトラの人口1.8万人の2/3以上がギリシャ人で、商人や中産階級は少なかった。パトラの商業的重要性から、ヨーロッパ中から領事が来ていた。ロシア領事のヴラソポウロスも友愛会に所属していた。オスマン帝国はテペデレンリ・アリー・パシャとの戦争の軍資金を得る為、パトラに重税を課したが、パトラはこれを拒否した。その為、パトラの雰囲気は1821年2月中旬から緊張し始めた。同時期、友愛会はパトラ反乱を計画し、弾薬や資金、作戦を準備していた。オディッセアス・アンドロウツォスはパトラに隠れ、ヤニス・マクリヤニスは来る反乱の指導者に会う為にパトラを訪れた。これらの動きを怪しんだトルコ人は、2月28日に所有物を要塞に運び込み、3月18日には家族と一緒に要塞に入った。3月23日、トルコ人は市街地に散発的に攻撃を仕掛け、区画を幾つか破壊した。自由戦士パナギオティス・カラツァス率いる革命軍は銃を用いてトルコ人を要塞に押し返した。マクリヤニスは後に回顧録でこう語っている。
3月25日、革命軍はパトラのアギオス・ゲオルギオス広場で革命宣言を行った。この日が独立戦争の公式の開始日になっている。友愛会のゲルマノスはパトラに戻り、自由戦士を祝福した。3月26日、革命軍は各国の領事に革命の理由を書簡で説明した。しかし、ユスフ・パシャ率いる主に騎兵からなる約300人のトゥルク兵は、イオアニアからエウボエアに進路を変更し、4月3日にパトラに上陸した。援軍を得た城のトゥルク兵は都市を破壊・略奪した。革命軍に好意的なスウェーデン、プロイセン、ロシア、フランスの外国領事はパトラから脱出した。中立を保ちギリシャ人を領事館に入れなかったイギリス領事のグリーンと、フランス領事のプクヴィルは、革命が恐ろしかったと記している。装備も練度も低い革命軍は強い抵抗は出来なかった。地元の靴職人のカラツァスは、トゥルク人の住居地区での攻撃を妨害した。最終的に、城の外のトゥルク人は1828年にフランス兵に除去された。

### 近代

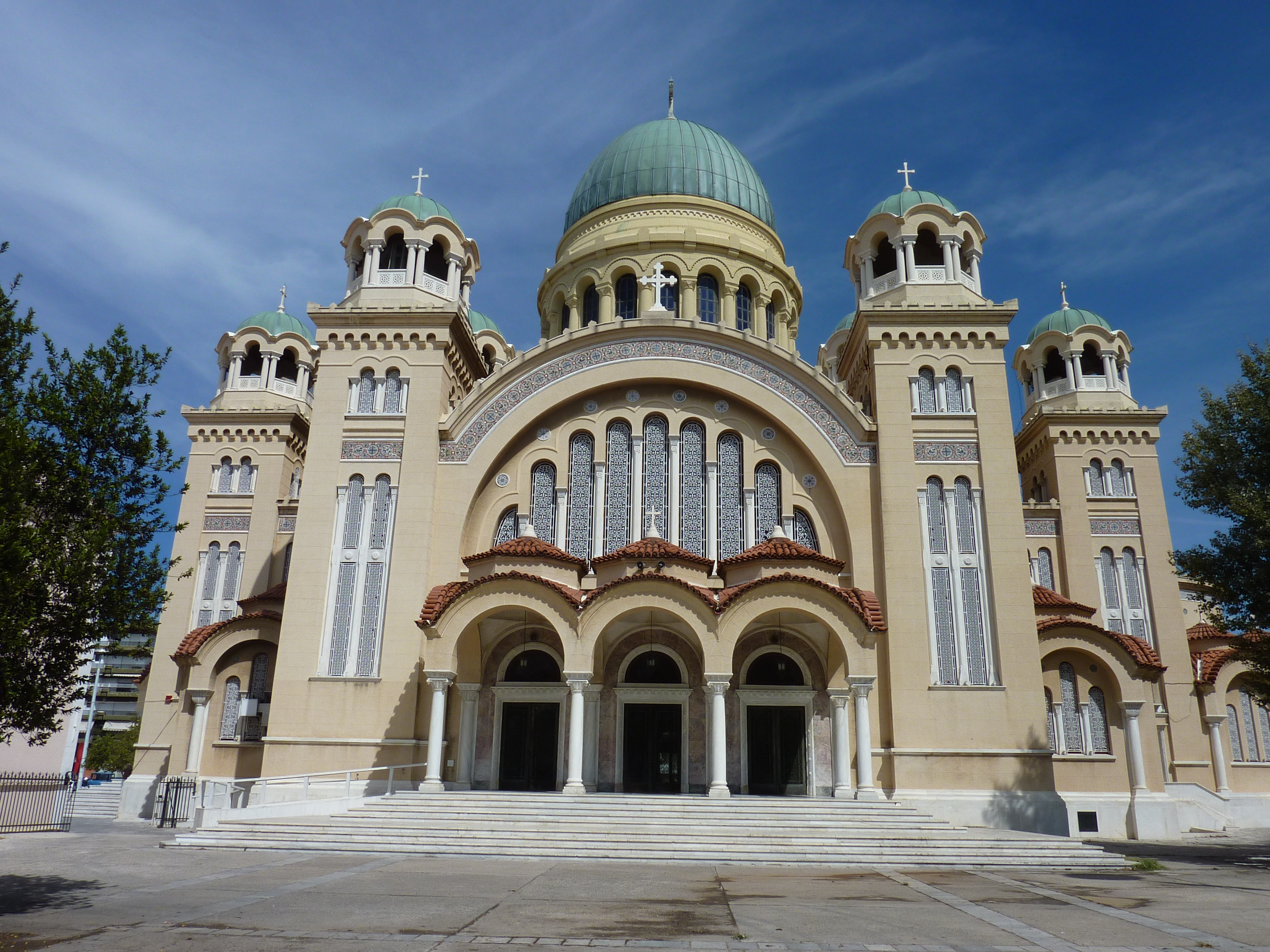
新聖アンドレイ教会

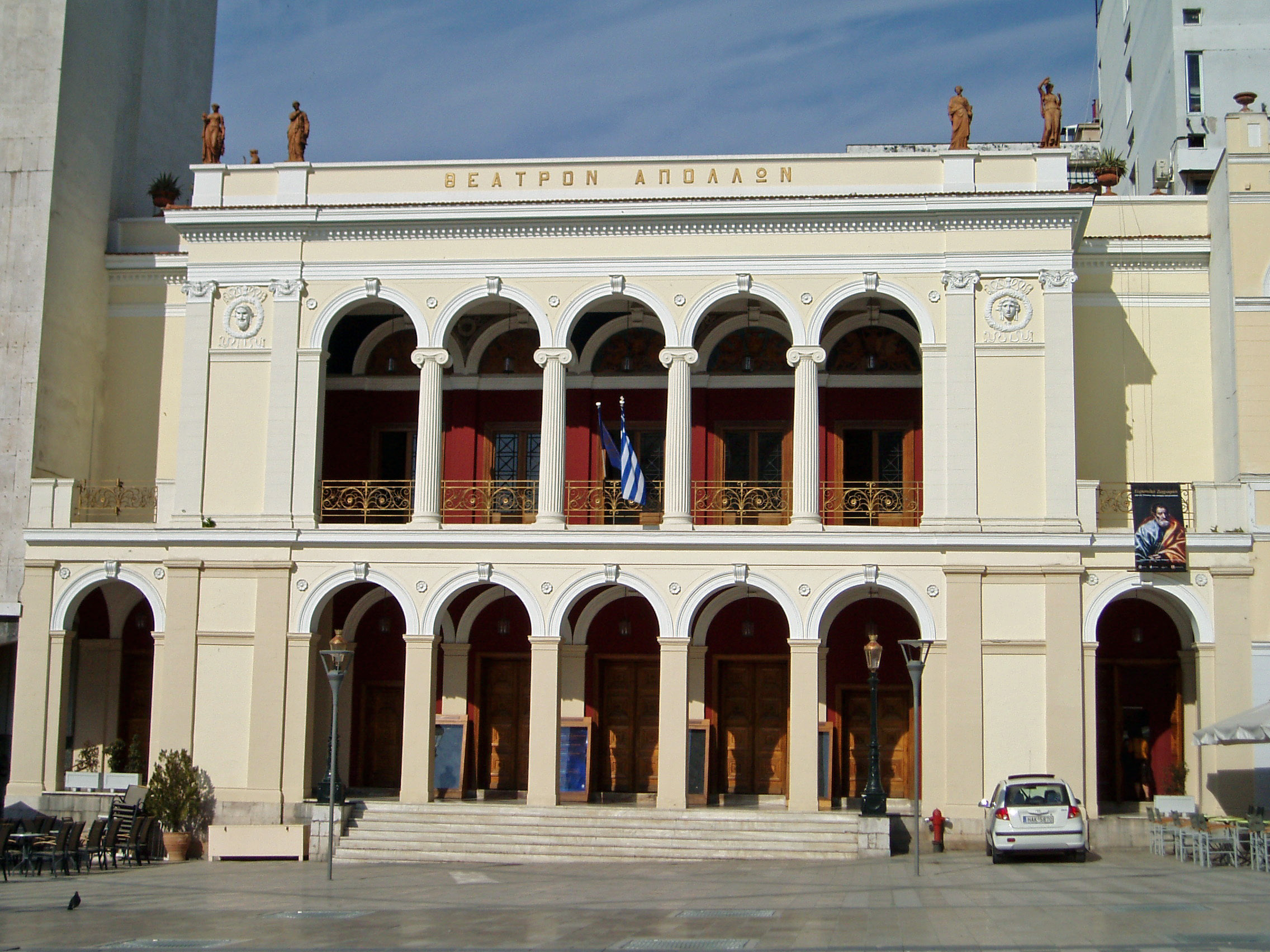
ゲルギオウ1世広場のアポロ劇場。エルンスト・ジラー(建築家)が19世紀の商人の繁栄を讃えて建てた。

1828年10月7日、メゾン将軍率いるフランスのペロポネソス遠征軍がパトラを解放した。
1829年、フランス軍技師のブルガリスが未だ廃墟だったパトラの新しい都市計画を提案し、ギリシャを統治するカポディストリアスが承認した。
19世紀半ば、計画は有力地権者の意向を反映し一部が実現した。
19世紀後期には、パトラはアテネに次ぐ第2位の都市として発展した。ペロポネソスの農産物を輸出する主要港となった。レーズンの集積地となり、倉庫や銀行、保険業が発達した。
1893年、コリントス運河の開通によってパトラの重要性は低下した。
1894年、世界情勢と過剰生産によって世界的にレーズンの価格が暴落し、大レーズン危機と呼ばれる経済・政治・社会的困難の時代をもたらした。
20世紀初頭、イギリス・フランス・イタリア等の西欧との貿易によってパトラの重要性は復活した。この頃パトラはギリシャで初めて街灯と路面電車を導入した。
第一次世界大戦によってパトラの発展は停滞し、アナトリアからのギリシャ人難民によって制御出来ない程のスプロール現象が発生した。
第二次世界大戦では、パトラはイタリアによる重要な空爆目標になった。枢軸の侵略後に建てられた傀儡のギリシャ国では、ドイツ軍とイタリア軍が駐屯した。
1943年12月13日、近くのカラブリタで、ドイツ軍は男性を全て処刑した。(カラブリタの虐殺)
1944年10月の解放後、復興は進んだが、後にアテネの影響力を強く受けるようになる。
1970年代、聖使徒アンドレイ(アンデレ)が磔られた場所に新たに教会が建てられた。この新聖アンドレイ教会はバルカン半島最大規模の正教会である。

## 現在
コリンティアコス湾の入り口にあたり、イオニア海に面した港湾都市。オリーブ油、ブドウ酒、皮革などの輸出港で、タイヤ製造もさかん。アドリア海をはさんで、イタリアとの間には長距離フェリーが頻繁に往復している。町には古代のアクロポリス跡、ローマ時代のオデオン（音楽堂）を初め、ヴェネツィア占領期、オスマン帝国時代の遺跡も残り、観光が重要な産業となっている。1月から3月にかけては盛大なカーニバルが開かれるが、これはリオのカーニバルやヴェネツィアのカーニバルと並んで世界的に有名である。
2006年の欧州文化首都に選ばれた。

## ギャラリー

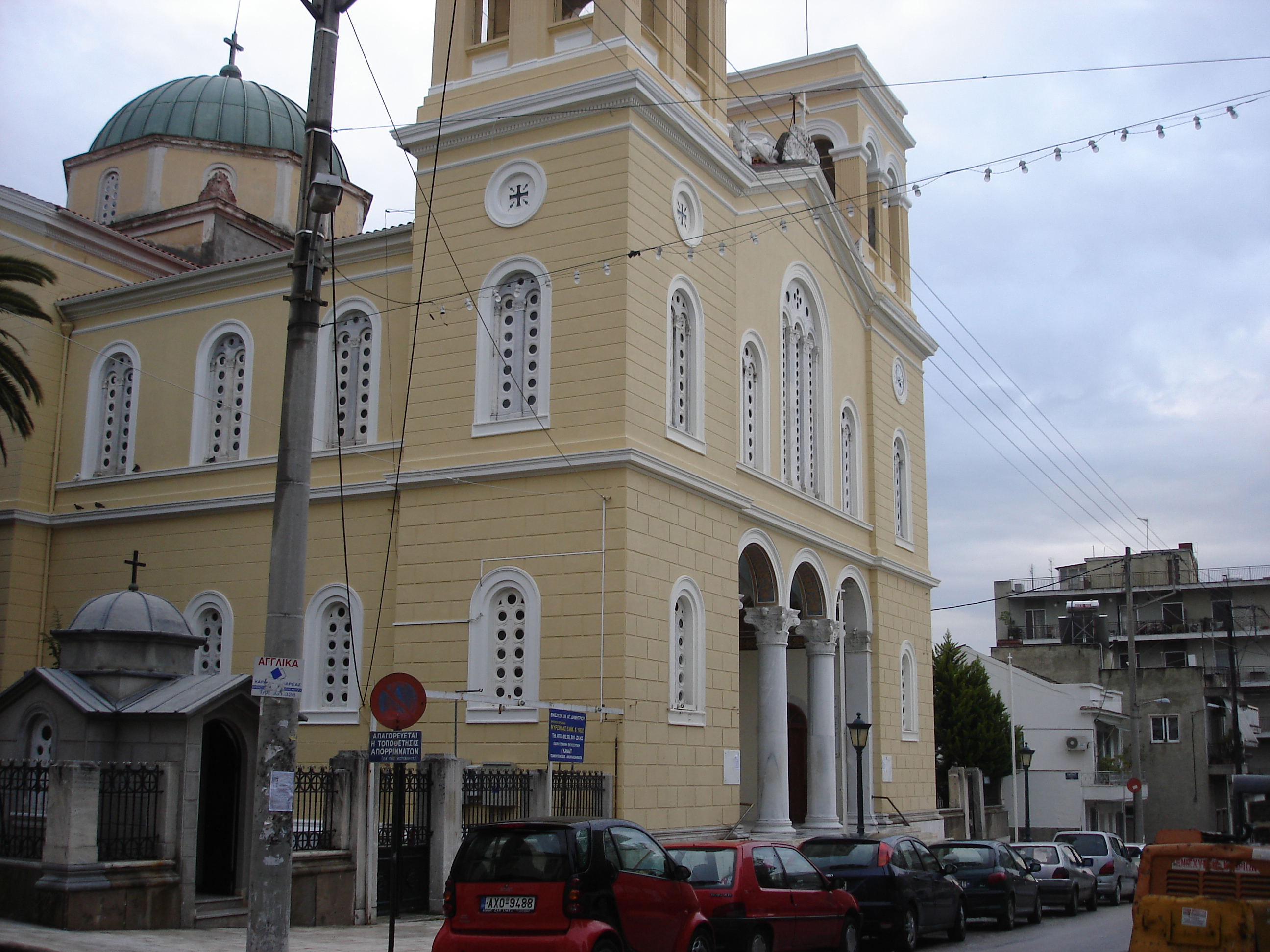
パトラのアギオス・ディミトリオス聖堂（ギリシャ正教会）。
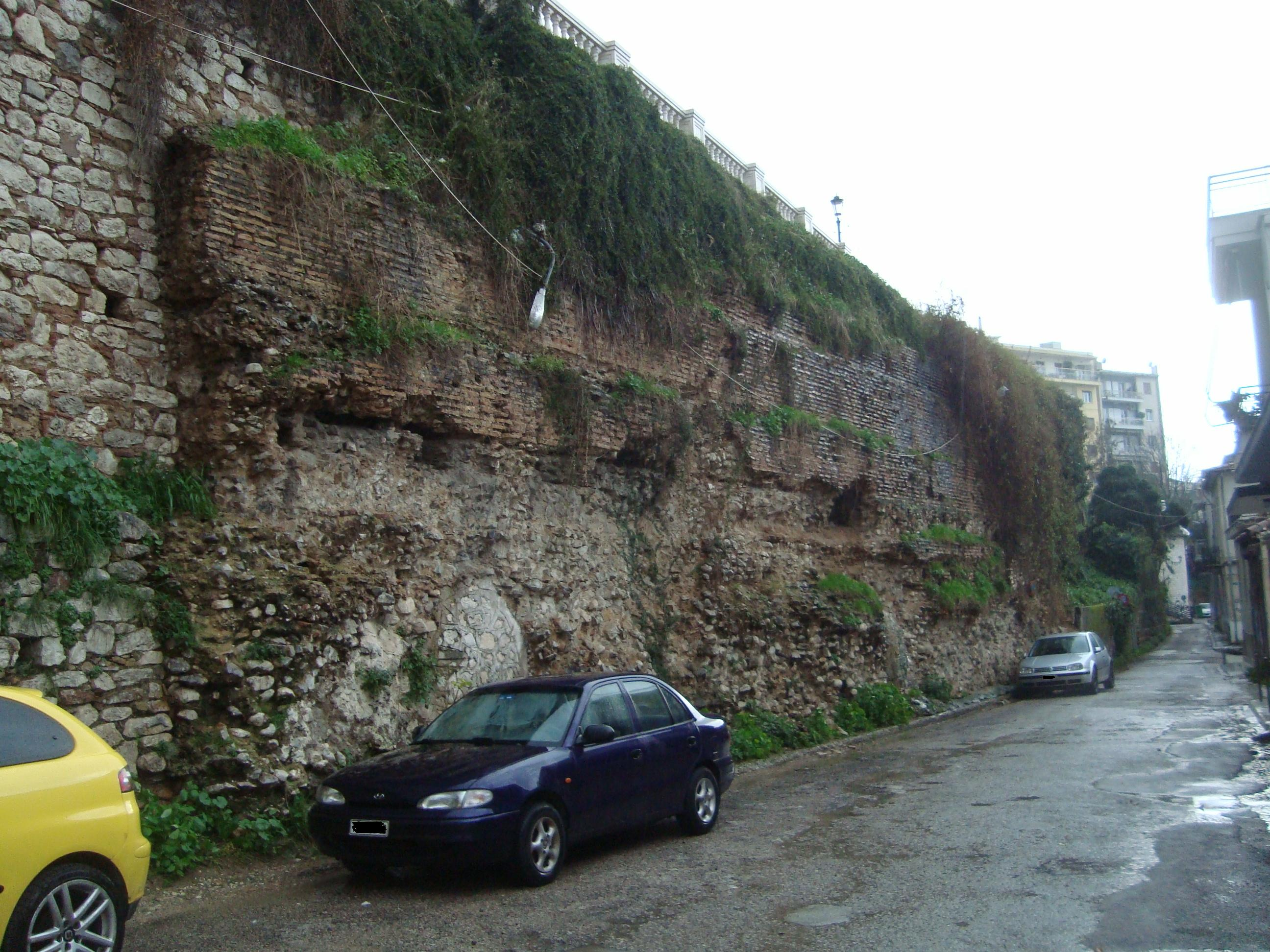
ローマ時代から残る、ツァマドウ通りの壁

## 姉妹都市
- アレクシナチュ(セルビア)
- アンコーナ(イタリア)
- 無錫(ウシ)(中国)
- オフリド(マケドニア)
- カンタベリー(オーストラリア）
- キシナウ（モルドバ）
- ギロカストラ（アルバニア）
- クラヨーヴァ（ルーマニア）
- サバンナ（アメリカ）[12]
- サン＝テチエンヌ（フランス）
- スプリト(クロアチア)
- デブレツェン（ハンガリー）
- バーリ（イタリア）
- バニャ・ルカ（ボスニア・ヘルツェゴビナ）
- ハルキウ(ウクライナ)
- ビブロス(レバノン)
- ビリニュス(リトアニア)
- ファマグスタ（キプロス）
- ブィドゴシュチュ（ポーランド）
- フォクシャニ(ルーマニア
- リマソール（キプロス）
- レッジョ・ディ・カラブリア（イタリア）